# Zombrus anisopus
Zombrus anisopus är en stekelart som beskrevs av Marshall 1897. Zombrus anisopus ingår i släktet Zombrus och familjen bracksteklar. Inga underarter finns listade i Catalogue of Life.